# Lex Arcana
Lex Arcana è un gioco di ruolo pubblicato nel 1993 dalla Dal Negro e concepito da Leo Colovini, Dario De Toffoli, Marco Maggi e Francesco Nepitello, nuovamente edito in lingua inglese e italiana nel 2018 da Quality Games (la seconda versione italiana è stata pubblicata sino al 2021 da Need Games!); dopo l'acquisto di Quality Games da parte di Acheron Books, quest'ultima ha ripreso in carico l'edizione del gioco e delle sue espansioni.
Le storie su cui viene costruita l'avventura sono ambientate nel V secolo, in un mondo dove l'Impero romano non si è mai diviso né dà apparentemente segni di cedimento. Anzi, il potere politico è in via di completa ristrutturazione, grazie all'apporto e all'affinamento delle arti magiche.

## Ambientazione

### La diversa storia di Roma
L'intera storia di Roma viene rivista, sin dalla sua fondazione: Romolo, primo re-augure, istituì la Pax Deorum ovvero il patto con cui tutti gli imperatori di Roma sapevano di godere del favore degli Dèi. Egli decise di istituire altresì il Collegio degli Auguri, un consiglio di saggi edotti all'arte magica della divinazione. Le conquiste ottenute da Roma come regno, come repubblica e infine come impero costituirono, assieme alla decuplicazione della capacità e della potenza economica, politica e militare, anche un lungo e attento studio all'espletazione e al conseguimento dello scibile magico.
Ottaviano Augusto, imperatore e quindi Pontifex Maximus, raccolse tali conoscenze nel Codex Augusteus, il primo vero testo di magia divinatoria. Un secolo e mezzo dopo Adriano il Grande, sulla scorta di responsi oracolari particolarmente negativi, diede una svolta decisiva alla politica dell'Impero, ordinando un arresto dell'espansione e dello studio divinatorio, la costruzione di imponenti difese ai confini delle terre controllate da Roma (tra cui il Vallo di Adriano) e la redazione del Codex Hadrianeus, un ulteriore e più ampio compendio sulla magia imperiale a conclusione delle ricerche sul mosaico di conoscenze alle quali i suoi predecessori avevano lavorato per più di un millennio.
I secoli che seguirono, di relativa pace e di mutamenti minimi al disegno dei confini di Roma, furono contraddistinti dall'agiatezza e dai miglioramenti sociali, da una revisione del concetto di schiavismo e da un furoreggiante sviluppo economico, in gran parte favorito dalla relativa sicurezza delle strade e delle vie marine dell'Impero. La classe dominante, i civites romani, adottavano un culto religioso e magico ufficiale, ancora ricalcato sulla mitologia romana e basato sul Favore degli Dèi, ma nella moltitudine di etnie e di culture che l'Impero ricopre e protegge molte religioni vennero riconosciute e accettate, quali ebraismo, cristianesimo, mitraismo, zoroastrismo e una serie di culti minori.
Poiché gli editti di Milano e di Tessalonica non hanno mai avuto luogo, la numerazione degli anni rimase quella di Roma antica, vale a dire ab Urbe condita (dalla fondazione della città, cioè dal 753 a.C.).

### L'imperatore Teodomiro e la Lex Arcana
Dopo circa tre secoli di pace, le condizioni di stabilità interna però subirono un mutamento, e i presagi cominciarono ad essere progressivamente più sinistri. Nel 1229 a.U.c. (476 d.C., anno della vera caduta dell'Impero romano d'Occidente) l'Imperatore Teodomiro parlò per la prima volta in Senato di un oscuro disegno che minacciava l'esistenza dell'Impero, e che si manifestava in avvenimenti mirabili o nel risveglio di strane creature leggendarie lungo od oltre i confini, in un momento in cui neanche gli àuguri sapevano più dare alcuna spiegazione o rimedio. Erano tempi in cui la magia di Roma non era evidentemente più depositaria di tutto lo scibile universale, e quindi urgeva riaprire la ricerca.
Fu così decisa una serie di provvedimenti: il completamento del canale di Corinto, la completa ristrutturazione dell'enorme porto di Teredon (l'odierna Bassora, sul Golfo Persico) e la promulgazione della Lex Arcana, che sanciva la restituzione delle Coorti Pretoriane (evoluzione ed espansione della Guardia Pretoriana come corpo scelto dell'esercito) alla mansione di guardia degli studiosi di arti magiche. In questo, fu decisa l'istituzione della Cohors Auxiliaria Arcana, un corpo specializzato in missioni al di qua e al di là del confine, per indagare, scovare ed eventualmente distruggere qualunque forma di attività magica non permessa o potenzialmente pericolosa non solo per la vita del prossimo, ma anche e soprattutto per l'autonomia e la solidità dello Stato. I legionari della CAA agiscono in piccoli gruppi, dove ogni membro è addestrato in un determinato settore di azione (magico, esplorativo, diplomatico, bellico o scientifico) ed è consacrato a un Nume Tutelare (nell'ordine: Apollo, Diana, Mercurio, Marte e Minerva) cui rivolgere preghiere onde convincerne il favore.

## Regolamento
In Lex Arcana ci sono cinque classi per i personaggi.
- Augure – specializzato nell'uso delle arti magiche, si occupa di fornire al gruppo giocante informazioni preziose circa eventi passati, presenti e futuri, grazie soprattutto all'arte della divinazione. È altresì responsabile di interpretare il volere e il favore degli dèi attraverso strane apparizioni e il sacrificio di animali appena cacciati.
- Diplomatico – personalità di spicco nonché equivalente "terreno" dell'àugure, il diplomatico sa muoversi nelle brulicanti città antiche, alla ricerca di informazioni, contatti, armi. È suo appannaggio anche l'uso delle parole per ingraziarsi le personalità di spicco che si incontrano in missione, o giustificare le azioni del gruppo di fronte ai superiori.
- Esploratore – personalità selvatica e abile cacciatore, l'esploratore si mimetizza nel folto della vegetazione per riuscirne di solito sporco del sangue delle sue prede, o imbrattato delle erbe medicamentose e dei polposi frutti scovati nel punto più nascosto della foresta.
- Guerriero – picchiatore per eccellenza, il guerriero proviene dalle regioni dell'Impero che si affacciano sui confini più turbolenti, e lavora per proteggere il gruppo dalle insidie, esperto com'è nell'uso di ogni tipo di arma.
- Sapiente – un po' medico, un po' ingegnere, un po' filosofo. Il sapiente sembra non saziare mai la propria sete di conoscenza. Esperto di geologia, medicina e metallurgia, prepara unguenti e veleni, o tende trappole nel bosco per seminare il panico tra gli inseguitori.

Le virtutes (caratteristiche fisse) dei personaggi si determinano sulla base della provincia di nascita, scelta in accordo col demiurgo, nome del master per Lex Arcana. Date un certo numero di virtutes (determinate aleatoriamente col lancio dei dadi), il giocatore calcola e distribuisce i punti delle peritiae (specialità di addestramento) dipendenti dalla vita e dalla storia del personaggio, sulle quali esiste la più ampia libertà di scelta.
Virtutes:
- Vigor – costituzione fisica.
- Coordinatio – agilità e capacità di svolgere più operazioni contemporaneamente.
- Ingenium – creatività e capacità deduttive.
- Auctoritas – capacità di convincere con la sola espressione vocale.
- Ratio – capacità di ragionamento, e resistenza alle illusioni magiche.
- Sensibilitas – capacità di percezione visuale, sonora, tattile.

Peritiae:
- De Bello – maneggiare armi, usarle in combattimento efficacemente.
- De Corpore – qualità dell'addestramento fisico per correre, saltare, schivare.
- De Natura – cacciare piccoli animali, nascondersi nella vegetazione, riconoscere piante e funghi, orientarsi.
- De Magia – scrutare il volere degli dèi, conoscere passato, presente e futuro attraverso la divinazione.
- De Scientia – riconoscere minerali e sostanze, costruire trappole, scassinare, curare ferite, riparare armi e corazze.
- De Societate – comprendere parlate straniere, mimetizzarsi nella folla, rubare, cercare contatti.

A differenza di molti giochi di ruolo, il punteggio del giocatore non costituisce una base di punti dalla quale partire nel superamento di una specifica operazione, ma un massimale: l'uso di una peritia presuppone che egli lanci dadi per un massimo del suo valore, e non partendo da esso. Ad esempio, se un giocatore sta cercando di leggere le sortes (legnetti dipinti o ossa incise che servono per ottenere un responso fausto o infausto su una determinata domanda) con un tiro di difficoltà 6 (per leggerli correttamente dovrà fare almeno 6 in un tiro di dadi), usando il suo De Magia a 12, egli tirerà dadi per un massimo del suo punteggio di De Magia, quindi un dado con dodici facce, due dadi da sei o tre dadi da quattro, a scelta. Qualunque personaggio però, poiché fa parte della Cohors Arcana, ha a disposizione degli strumenti come il Tiro del Fato (ripetizione di un tiro massimo) per superare il suo limite naturale nell'espletazione di determinate azioni che, per certi aspetti, possono non essergli proprie.

## Pubblicazioni

### 1ª edizione
La Dal Negro pubblicò i seguenti manuali:
- Lex Arcana. Confezione in scatola comprendente Libro del giocatore, Libro del demiurgo, Il mondo di Lex Arcana, Libro delle avventure, dieci schede del personaggio e sette dadi[1].
- Schermo del demiurgo. Uno schermo del master con allegata un'avventura.
- Germania - I misteri degli Agri Decumates. Espansione geografica dedicata alle terre dei Germani e alla loro magia. Comprende due avventure[2].
- Chartago. Supplemento dedicato alle terre possedute da Cartagine. Comprende due avventure.[2]

Successivamente la Nexus Editrice acquisì i diritti dell'ambientazione e rilasciò Levis, una versione del regolamento introduttiva liberamente scaricabile e pubblicò:
- Italia - Terra di antichi sortilegi. Supplemento di Andrea Angiolino e Francesca Garello dedicato alla descrizione dell'Italia e in particolare della scomparsa civiltà etrusca e dei suoi misteri. Comprende due avventure che portano i personaggi a visitare l'antro della Sibilla Cumana e il lago Averno e a ricercare la tomba di Porsenna ed affrontare il demone etrusco Tuchulcha[2]

### 2ª edizione
Realizzata dalla Quality Games e pubblicata in Italia su licenza dalla Need Games!:
- Lex Arcana: il manuale base
- Lex Arcana Quickstarter. Un'introduzione al gioco, con un riassunto delle regole, cinque personaggi pregenerati e l'avventura Il Volere degli Dèi.
- Encyclopaedia arcana. Descrizione dell'Impero Romano, le sue province, cultura, società, magia, ecc..
- I misteri dell'Impero vol.1. Raccolta delle avventure realizzate durante la campagna di Kickstarter.
- Aegyptus. Espansione geografica dedicata all'Egitto